# Willi Evseev
Wilhelm „Willi” Evseev (Temirtau, 1992. február 14. –) kazah születésű német labdarúgó, az 1. FC Nürnberg középpályása. Családja csecsemőkorában költözött Németországba, ahol aztán megkapta az állampolgárságot.